# Давид ді Донателло
«Давид ді Донателло» — престижна нагорода в італійському кінематографі. Її щорічно вручає з 1956 р. Академія італійського кіно (Accademia del Cinema Italiano). Нагорода зроблена у вигляді золотої статуетки — копії статуї Давида скульптора Донателло.

## Історія заснування
Заснування премії пов'язане з заснуванням Open Gate Club в Римі. В 1950-х настали часи процвітання кінематографу і навколо римського клубу почали з'являтися інші кінематографічні організації. Так за ініціативи двох керівників Джіно Сотіса та Лідіо Бодзіні з'явилася нова кінопремія Давид ді Донателло.
Першу статуетку вручили у 1956 р. в римському кінотеатрі Фіамма (Fiamma). З 1957 р. премію вручали в греко-римському театрі Таорміна (Taormina) з деякими винятками: 1971 — Рим, Терма Каракалла (Terme di Caracalla); 1978 — Флоренція, П'яццале Мікеланджело (Piazzale Michelangelo; 1979 — Рим, Оперний театр. У 1981 р. нагородження пройшло в двох різних місцях: в Оперному театрі Риму та флорентійському Палаццо Веккіо. З 1982 року церемонія відбувається в Римі. У 2006-му з нагоди святкування 50-річчя заснування премії додали ще 8 нагород. Таким чином, сьогодні премія вручається у 24 категоріях.
З листопада 2016 року кінопремію «Давид ді Донателло» та Академію італійського кіно очолював як президент кінорежисер та сценарист Джуліано Монтальдо. 14 грудня 2017 року президентом і художнім директором Академії була призначена італійська журналістка та кінокритик Пієра Детассіс, яка вступила на посаду 1 січня 2018 року.

## Категорії нагород

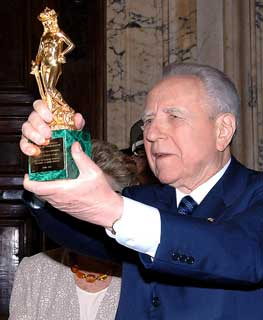
Президент Італійської республіки Чампі зі статуеткою нагороди (2005)

### Основні номінації
- Премія «Давид ді Донателло» за найкращий фільм — з 1970
- Премія «Давид ді Донателло» за найкращу режисерську роботу — з 1956
- Премія «Давид ді Донателло» за найкращий режисерський дебют — з 1982
- Премія «Давид ді Донателло» за найкращий сценарій — з 1975
- Премія Давида ді Донателло найкращому продюсерові[it] — з 1956
- Премія «Давид ді Донателло» за найкращу чоловічу роль — з 1956
- Премія «Давид ді Донателло» за найкращу жіночу роль — з 1956
- Премія «Давид ді Донателло» за найкращу чоловічу роль другого плану — з 1981
- Премія «Давид ді Донателло» за найкращу жіночу роль другого плану — з 1981
- Премія «Давид ді Донателло» за найкращу операторську роботу — з 1981
- Премія Давида ді Донателло найкращому музикантові[it] — з 1975
- Премія «Давид ді Донателло» за найкраще художнє оформлення — з 1981
- Премія «Давид ді Донателло» за найкращі костюми — з 1981
- Премія «Давид ді Донателло» за найкращий монтаж — з 1981
- Премія «Давид ді Донателло» найкращому звукорежисерові[it] — з 1988
- Премія «Давид ді Донателло» за найкращий документальний фільм — з 2004
- Премія «Давид ді Донателло» за найкращий короткометражний фільм — з 1997
- Премія «Давид ді Донателло» за найкращий європейський фільм — з 2004
- Премія «Давид ді Донателло» за найкращий іноземний фільм — з 1958
- Премія «Давид ді Донателло» за найкращі візуальні ефекти — з 2004
- Премія «Давид особливий» за досягнення[it] — з 1961
- Премія «Давид ді Донателло» за найкращу оригінальну пісню — з 1987
- Премія «Давид ді Донателло» за найкращий візаж — з 2008
- Премія «Давид ді Донателло» за найкращі зачіски — з 2008

### Застарілі номінації
- Премія «Давид ді Донателло» найкращому іноземному режисеру — з 1966 по 1990
- Премія «Давид ді Донателло» найкращому іноземному продюсеру — з 1956 по 1990
- Премія «Давид ді Донателло» найкращому іноземному актору — з 1957 по 1996
- Премія «Давид ді Донателло» найкращій іноземній акторці — з 1957 по 1996
- Премія «Давид ді Донателло» за найкращу музику до іноземному фільму — з 1979 по 1980
- Премія «Давид ді Донателло» за найкращий сценарій іноземного фільму — з 1979 по 1990
- Премія «Давид ді Донателло» найкращому новому актору — з 1982 по 1983
- Премія «Давид ді Донателло» найкращій новій акторці — з 1982 по 1983